# Distrito de Thane
Thane (en maratí; ठाणे जिल्हा ) es un distrito de India, parte de la división de Konkan en el estado de Maharastra . 
Comprende una superficie de 9 558 km².
El centro administrativo es la ciudad de Thane.

## Demografía
Según censo 2011 contaba con una población total de 11 054 131 habitantes.